# Hannover Hauptbahnhof
Hannover Hauptbahnhof ([hanoːfɐ haʊ̯ptbaːnhoːf] ⓘ) ist der größte Personenbahnhof der niedersächsischen Landeshauptstadt Hannover und steht mit täglich etwa 280.000 Reisenden hinter Hamburg, Frankfurt (Main), München, Köln und Berlin auf Platz sechs der meistfrequentierten Fernbahnhöfe der Deutschen Bahn. Er ist zudem wichtigster Knoten im örtlichen Nahverkehr und der S-Bahn Hannover.
Der Kreuzungsbahnhof gehört zu den 21 Bahnhöfen der höchsten Preisklasse 1 von DB InfraGO. Der Bahnhof verfügt über sechs Bahnsteige mit zwölf Gleisen und zwei Durchfahrtsgleise. Täglich passieren ihn 750 Züge (Stand Sep. 2016), etwa 2000 Menschen arbeiten hier.

## Geschichte

### Erster Bahnhof von 1847

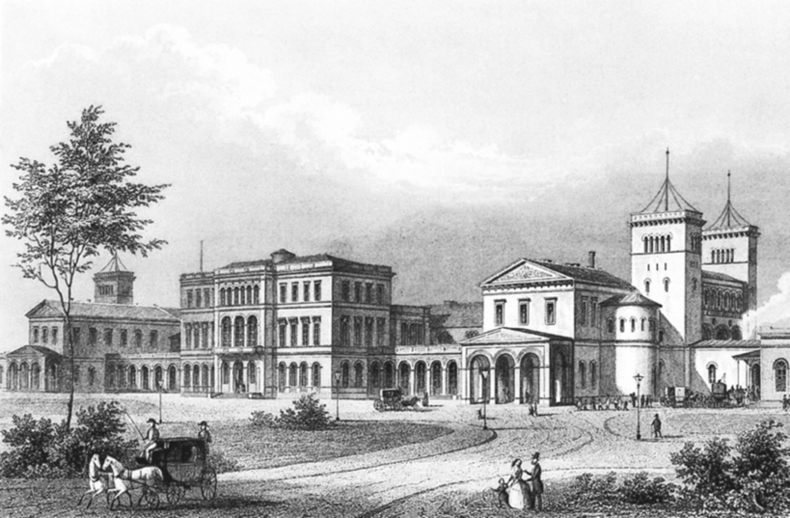
Um 1850: „Central-Bahnhof zu Hannover“, Stahlstich

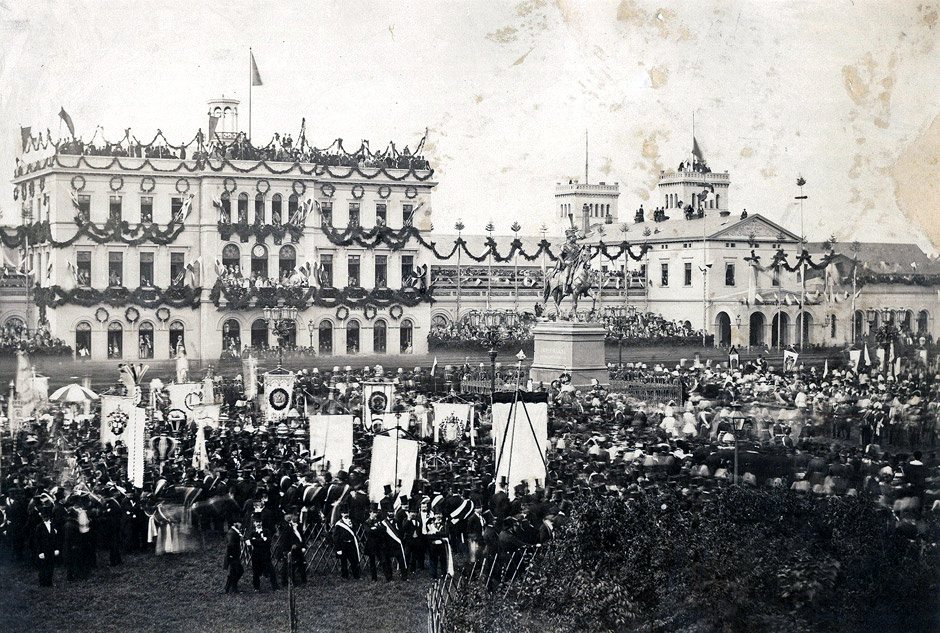
Einweihung des Ernst-August-Denkmals 1861

Um 1870: Bahnhofsvorplatz mit Reiterstatue

Bei der Eröffnung der ersten Eisenbahnstrecke nach Lehrte 1843 wurde ein erstes Provisorium errichtet. Bei der Anlage der Gleisanlage verzichtete man auf einen repräsentativen Kopfbahnhof und legt ihn als Durchgangsbahnhof an, damit den ersten dieser Art in einer größeren deutschen Stadt.
1845 bis 1847 wurde das Gebäude des ersten „Central-Bahnhofs“ errichtet. Der Architekt steht nicht fest, sicher ist, dass der weitsichtige Stadtbaumeister August Heinrich Andreae den Standort bestimmte und dass der hannoversche Hofbaumeister Georg Ludwig Friedrich Laves und Ferdinand Schwarz daran mitgewirkt haben. Es wurde im romantisch-klassizistischen Stil als streng symmetrisches Gebäude errichtet. Das massive Mauerwerk war gelblich verputzt. Laves plante für den Bereich zwischen Georgstraße und Eisenbahn ein neues Stadtviertel, die Ernst-August-Stadt. Aus mehreren Richtungen auf den Bahnhof zulaufende Straßen mündeten in dessen repräsentativen Vorplatz, den Ernst-August-Platz.
An das Empfangsgebäude schloss sich eine hölzerne Bahnsteighalle an, die zwei Gleise überspannte. Das reichte für den ersten Verkehr aus, da die noch kurzen Züge in östlicher und westlicher Richtung am gleichen Bahnsteig aufgestellt wurden. Durchgehende Züge gab es zunächst noch nicht. Der erste durchgehende Zug verkehrte ab 1. Mai 1851 zwischen Berlin und Köln (damals noch „Cöln“). Auf der dem Empfangsgebäude gegenüberliegenden Seite wurde die erste Eisenbahnwerkstatt errichtet. 1853 wurde nach Eröffnung des ersten Abschnittes der Südbahn nach Alfeld, Göttingen und Kassel aus dem Durchgangsbahnhof ein Bahnknoten. Zur Entlastung des Bahnhofes wurde 1868 in Hainholz ein Rangierbahnhof eingerichtet.
Städtebaulich war die Bahn mit dem immer dichter werdenden Verkehr ein Problem, da die Bahnstrecke die Stadt zerschnitt. So wurde 1873 beschlossen, die Bahnstrecke im Stadtgebiet auf eine Höhe von 4,50 Meter anzuheben. Das alte Bahnhofsgebäude wurde 1875 abgebrochen. Die von 1875 bis 1879 errichtete Strecke wurde zum Vorbild für die Berliner Stadtbahn und ähnliche Projekte in anderen Städten. 1876 wurde ein Stückgutbahnhof am Weidendamm errichtet.

### Zweiter Bahnhof von 1879

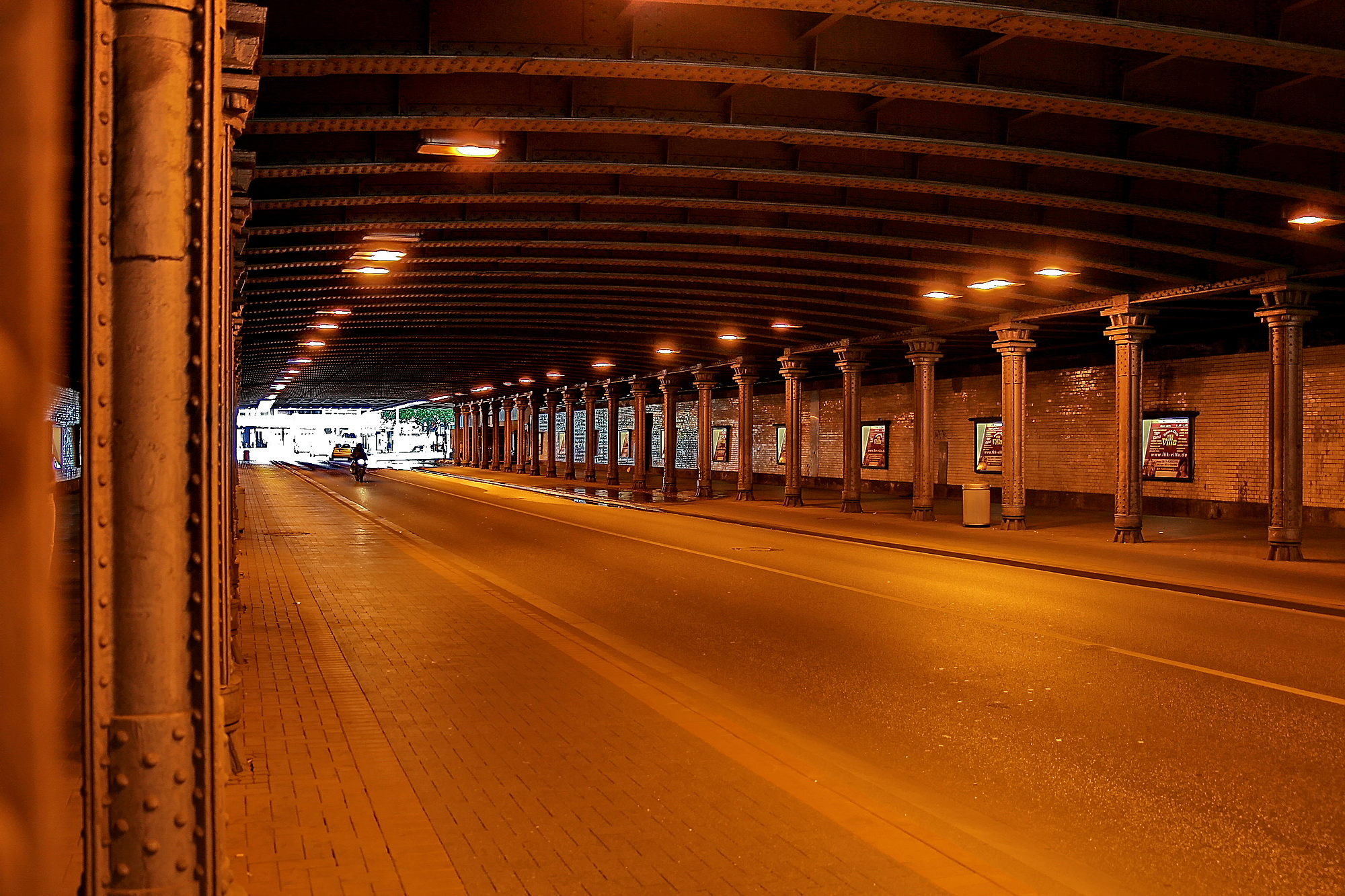
Unterführung der Alten Celler Heerstraße seit Anhebung der Bahngleise, Blickrichtung Nordost zum Raschplatz (2008), noch ohne Stadtbahntrasse

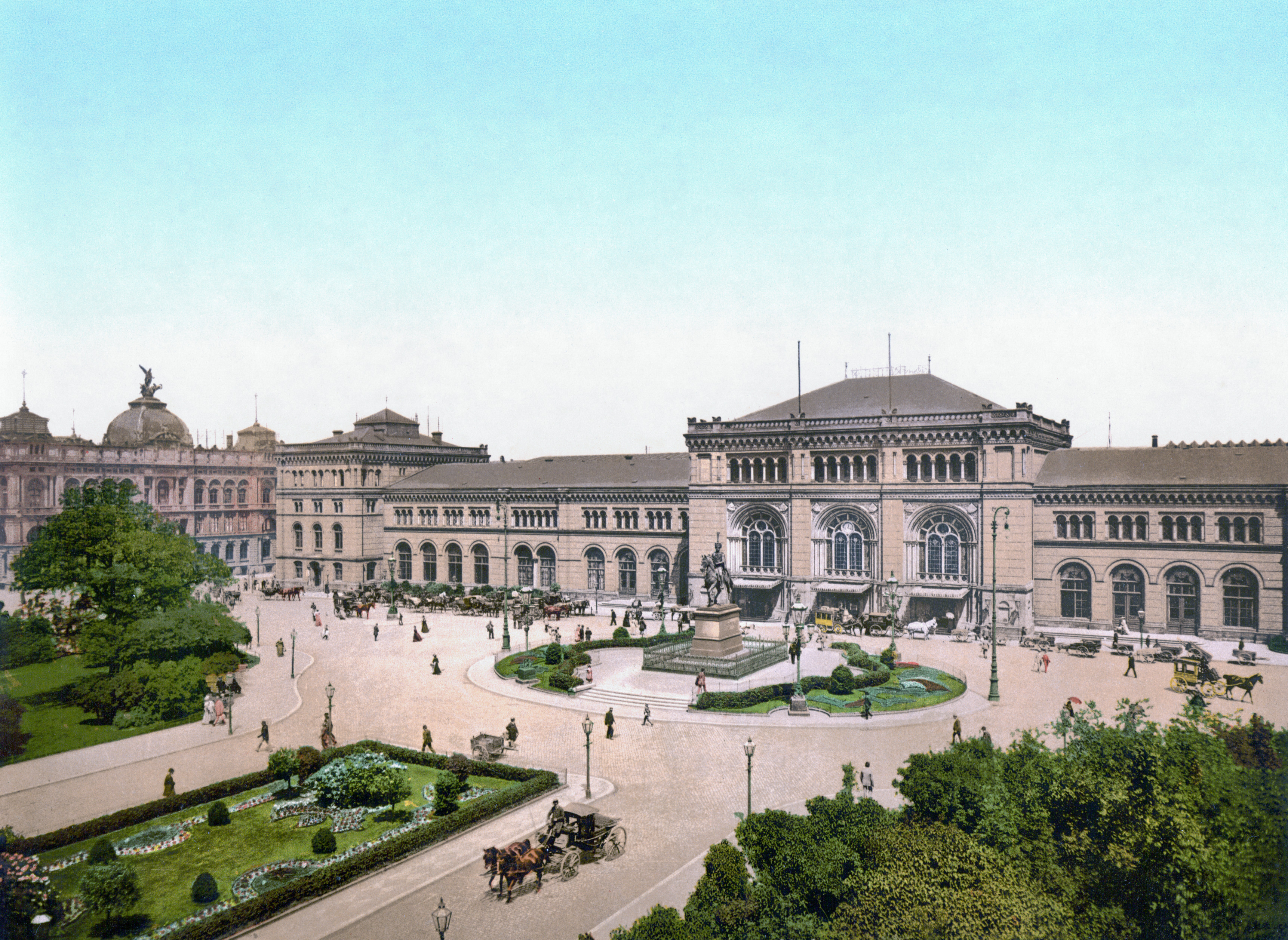
Der Hauptbahnhof um 1900

Während der erste Bahnhof auf Straßenniveau angelegt war und so die Stadtentwicklung behinderte, wurden für den Nachfolgebau acht Kilometer Gleisanlagen höher gelegt und zum Straßenniveau niveaufrei gestaltet. Außerdem wies der neue Bahnhof längere Gleisnutzlängen auf. Nach vorbereitenden Arbeiten ab 1873 zur Auslagerung der Werkstätten nach Leinhausen, der Rangieranlagen nach Hainholz, Bau von Güterumgehungsstrecken, begann 1875 der Bau der im Kern heute noch bestehenden Anlage.
Das neue Empfangsgebäude wurde durch Hubert Stier im Stil der Neorenaissance entworfen. Es war wieder ein symmetrisches Gebäude mit einer Haupthalle und zwei Seitenflügeln, die jeweils durch ein Eckgebäude abgeschlossen waren. Das östliche Eckgebäude mit dem „Kaiserzimmer“ erhielt eine separate Auffahrt. Das Bauwerk wurde in gelben Ziegeln mit roten Ziegelstreifen und einem Sandsteinsockel ausgeführt. Die vier Bahnsteige mit sieben Bahnsteiggleisen und zwei Durchfahrtsgleisen waren von zwei Hallen mit jeweils 37 Meter Spannweite überspannt. Nach dem Abriss des knapp 30 Jahre alten Gebäudes begann der Bau des neuen Bahnhofs im April 1877. Dieser konnte nach 26 Monaten Bauzeit am 22. Juni 1879 in Betrieb genommen werden. Der Zugang zu den Bahnsteigen erfolgte über drei Tunnel, für den Gepäcktransport und den Postverkehr gab es zwei weitere Tunnel.
Die 1883 fertiggestellte Anlage umfasste sieben Bahnsteiggleise und mittig zwei Durchfahrgleise für die Güterzüge. Die erstellte Perron-Ueberdachung bestand aus zwei getrennten Hallen mit je 37 Meter Weite und 167,5 Meter Länge mit einem offenen Zwischenraum für die beiden Durchfahrgleise von 9,25 Meter Breite. An Baukosten werden 12,7 Millionen Mark für Gebäude und 22,5 Millionen Mark für die Gesamtanlage angegeben.
1910 wurde eine dritte Bahnhofshalle mit den Gleisen 10 und 11 errichtet. Die neue Halle in Stahlbauweise besaß eine Stützweite von 27,5 Metern und eine Höhe von 15,3 Metern, der Entwurf stammte von Baurat Möller. Von besonderer betrieblicher Bedeutung für die Bahnstrecke Hannover–Hamburg war die Fertigstellung der „Hasenbahn“ – eine bereits 1913 geplante Zweigstrecke der Heidebahn ab Langenhagen über Großburgwedel nach Celle: Ab Mai 1938 war das Führen direkter Züge Hamburg–Süddeutschland ohne den Umweg über Lehrte möglich; ein Fahrtrichtungswechsel in Hannover durch das „Kopfmachen“ war nicht mehr nötig.
Im Sommerfahrplan 1939 wies der hannoversche Hauptbahnhof zusammen 144 Ankünfte und Abfahrten von regelmäßig verkehrenden Fernzügen auf. Er war damit nach den Knoten Berlin, Köln, Frankfurt am Main sowie den Hauptbahnhöfen Leipzig und Duisburg der bedeutendste Knoten im Fernzugnetz der Deutschen Reichsbahn.

### Kriegszerstörungen und Wiederaufbau

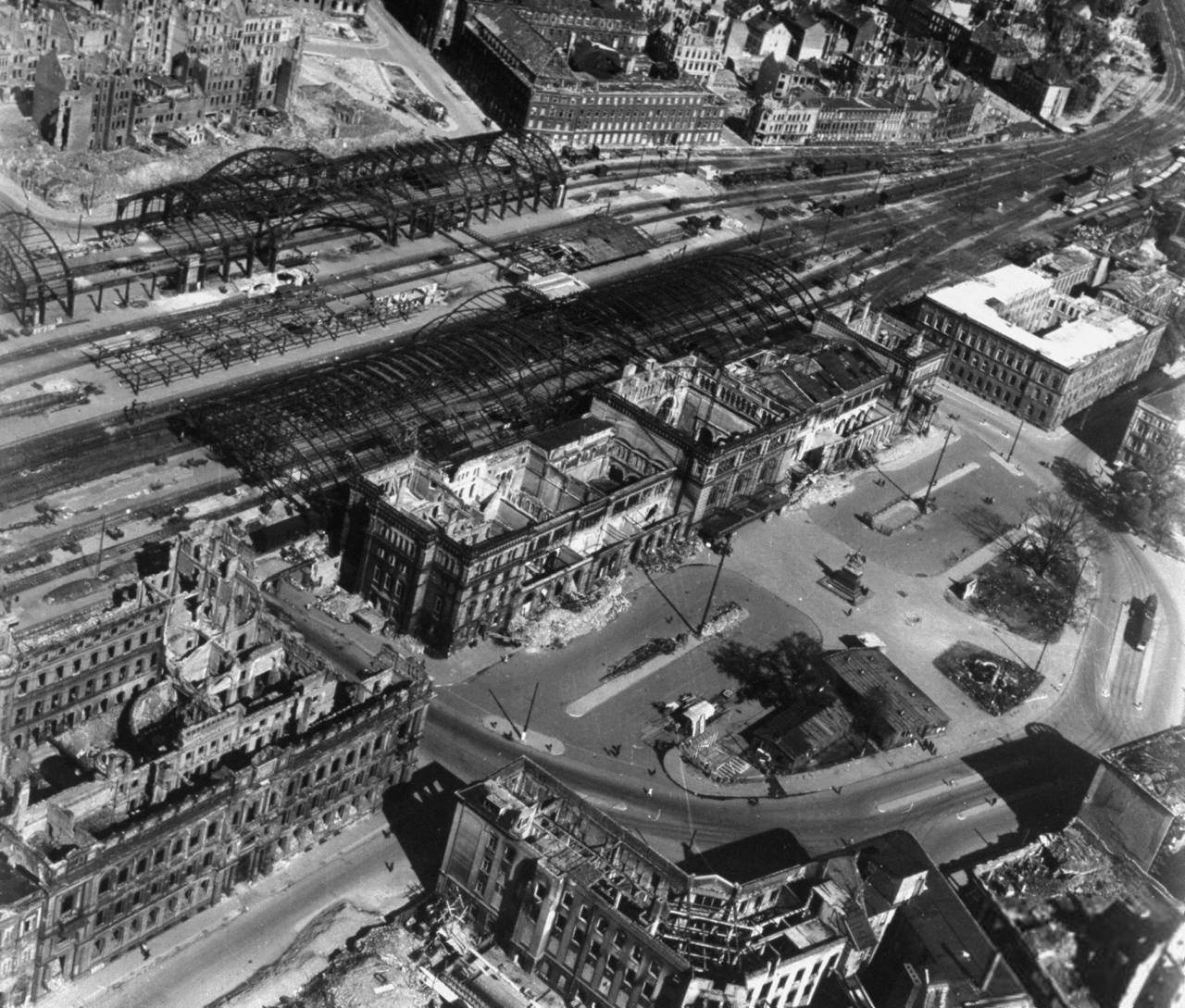
Zerstörter Hauptbahnhof 1945

Bei den Luftangriffen auf Hannover im Juli und Oktober 1943 wurde der Bahnhof weitgehend zerstört. Von den Hallen blieben nur noch die Gerippe erhalten, vom Empfangsgebäude die Außenmauern. Erst nach vier Tagen war wieder ein Gleis passierbar.
Am 13. Juni 1945 fuhren erstmals nach Kriegsende wieder Personenzüge nach Minden, Nienburg und Göttingen. Am 14. August wurde der Personenzugverkehr deutlich ausgeweitet. Ab Hannover verkehrten wieder Personenzüge nach Bremerhaven, Duisburg, Hameln, Göttingen, Braunschweig und Uelzen. Am 15. August 1946 wurde Hannover durch den erstmals nach Kriegsende wieder verkehrenden Nord-Express von Paris nach Berlin wieder an das internationale Fernverkehrsnetz angeschlossen.
Nach den starken Bombenschäden begann der Wiederaufbau des Empfangsgebäudes im Sommer 1948 in der erhaltenen Außenfassade mit neu zugeschnittenen Innenräumen; die restlichen Stahlkonstruktionen der alten Hallendächer wurden abgetragen und die Bahnsteige erhielten hölzerne Notdächer. Von 1959 bis 1961 wurden die Bahnsteige umgebaut, die Gepäckbahnsteige verschwanden, dafür wurden Wagenaufzüge auf den Personenbahnsteigen angelegt. Der mittlere Zugang wurde verbreitert, die seitlichen Personentunnel stillgelegt und die Bahnsteige erhielten neue Dächer. Seit 1957 wird die Signal- und Weichenstellung mit Gleisbildstellwerken durchgeführt. 1963 wurde der fünfte Bahnsteig um das Gleis 12 erweitert (die Gleise 5 und 6 waren Durchfahrtsgleise ohne Bahnsteig). Von Süden kommend erreichte die Elektrifizierung der Gleisanlagen am 26. Mai 1963 den Bahnhof Hannover, ab 20. Dezember 1963 konnte elektrisch weiter nach Lehrte und ab 14. Dezember 1964 nach Bremen gefahren werden. Die Verbindung nach Hamburg über die Ende 1964 zweigleisig ausgebaute Hasenbahn ist seit dem 6. April 1965 elektrifiziert. Der Oberleitungsbau ab Lehrte über Braunschweig bis Helmstedt war erst 1976 fertiggestellt.

### U-Bahn-Bau

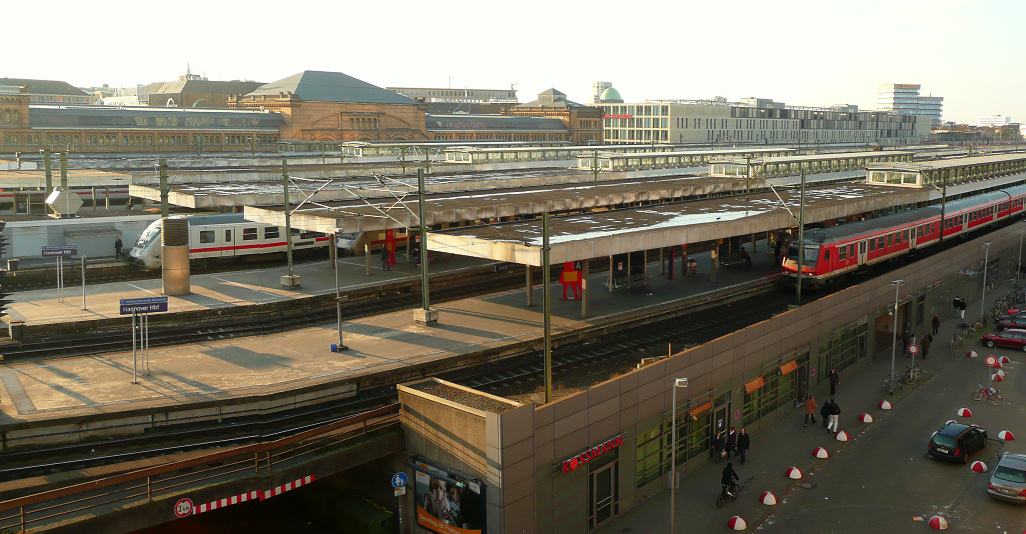
Blick vom Raschplatz auf die Bahnhofsrückseite

Der Bau der Stadtbahn Hannover zog weitreichende Umbaumaßnahmen des Bahnhofes nach sich. Da der gesamte Bahnhof in offener Bauweise unterfahren werden musste, waren die Baumaßnahmen nur mit Sperrung von Gleisen möglich. Zwischen Juli 1969 und Frühjahr 1973 wurde ein sechster Bahnsteig mit den Gleisen 13 und 14 angelegt. Nach dessen Fertigstellung wurden zwischen 1970 und 1975 jeweils zwei Gleise gesperrt, unter denen dann der Stadtbahntunnel und eine darüberliegende Fußgängerebene (Passerelle) gebaut wurden. Dafür war der Mitteltunnel gesperrt, der Zugang zu den Bahnsteigen erfolgte über die wieder geöffneten Seitentunnel. Im Zuge dieses Umbaus wurde auch das Durchfahrtsgleis 6 (nun 80) zwischen die Bahnsteiggleise 8 und 9 verschoben, während das Durchfahrtsgleis 5 (nun 40) an der alten Stelle verblieb. Anschließend wurde der Bahnhof neu gestaltet. Die Bahnsteige wurden einschließlich der Bahnsteigdächer ebenfalls erneuert. Der westlich der Unterführung der Lister Meile gelegene Posttunnel zwischen dem Hauptpostamt und dem am Raschplatz gelegenen Paketpostamt wurde durch lange Rampen für den Gepäck- und Posttransport an die Bahnsteige angeschlossen.
Im 1971 eingeführten Intercity-Netz wurde Hannover einer der Umsteigeknoten, an denen ein Wechsel zwischen den IC-Zügen am selben Bahnsteig möglich war. Im Frühjahr 1988 ging ein Reisendeninformationssystem mit Datenmonitoren an den Aufgängen und Bahnsteigen in Betrieb. Mit zusammen 323 Ankünften und Abfahrten von regelmäßig verkehrenden Fernverkehrszügen war der Hauptbahnhof im Sommerfahrplan 1989 der viertbedeutendste Knoten im Netz der Deutschen Bundesbahn.

### Neubau eines elektronischen Stellwerks
Ende 1992 begannen die vorbereitenden Bauarbeiten für das bis dahin weltweit größte Elektronische Stellwerk in einem Eisenbahnknoten (Lage: 52° 22′ 27″ N, 9° 44′ 47″ O) der Deutschen Bahn. Der Auftrag für das Stellwerk wurde Mitte 1993 an Siemens vergeben. Die etwa 109 Millionen D-Mark teure Anlage wurde für die Steuerung von etwa 5100 Zug- und Rangierstraßen pro Tag, durch 279 Weichen und 535 Signale über zehn Fahrdienstleiter-Arbeitsplätze, ausgelegt. Das Stellwerk ging am 25. August 1996 in zwei Nachtsperrungen zu je 8 Stunden in Betrieb. Es wurde zunächst aus einem neu gebauten Bedienraum gesteuert, da die geplante Betriebszentrale noch nicht bezugsfertig war. Es wird heute aus der Betriebszentrale Hannover gesteuert.
Am 13. Januar 2019 führte ein Wassereinbruch zu einem dreistündigen Totalausfall des Stellwerks.
Mit 398 Ankünften und Abfahrten von regelmäßig verkehrenden Fernzügen pro Tag war der Hauptbahnhof im Sommerfahrplan 1996 der bedeutendste Knoten im Netz der Deutschen Bahn.

### Umbau zur Expo 2000

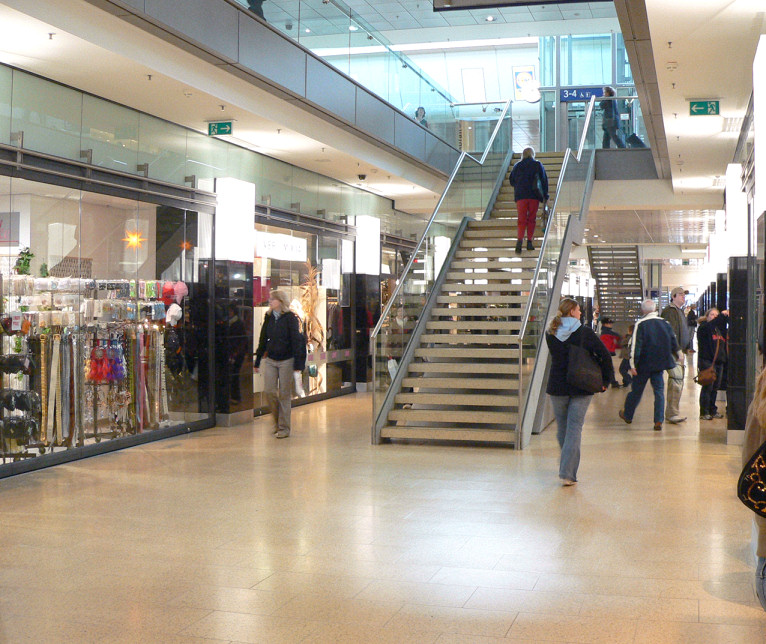
Niki-de-Saint-Phalle-Promenade in der −1-Ebene unter dem Bahnhof

Der Hauptbahnhof wurde anlässlich der Expo 2000 wiederum vollständig umgebaut. Hierzu wurde das Empfangsgebäude innen bis auf die Außenmauern entkernt und wieder neu aufgebaut. Der Mitteltunnel wurde vergrößert und durch Öffnung der Bahnsteige mit Tageslicht versehen. Die Bahnsteige erhielten Personenaufzüge.
Durch den Umbau entstand die Promenade im Hauptbahnhof. Unter anderem durch die Verlegung des Fahrscheinverkaufs in das Empfangsgebäude und durch Aufgabe der Reisegepäckbeförderung entstand eine Verkaufsfläche von 7.000 Quadratmetern.
Zwischen Sommer 2004 und Frühjahr 2006 wurde die Passerelle im Untergeschoss aufwendig modernisiert und an die Promenade angepasst. Sie wurde damit Teil der Niki-de-Saint-Phalle-Promenade vom Kröpcke zum Raschplatz. Mit 20.000 Quadratmetern Verkaufsfläche auf zwei Ebenen steht ein vielseitiges Angebot zur Verfügung. Die meisten Geschäfte haben werktags bis 22 Uhr geöffnet.
Am 28. Mai 2000 wurde die S-Bahn Hannover in Betrieb genommen. Der Bahnsteig mit Gleis 1 und 2 wurde zum S-Bahnsteig für die S-Bahnen in Richtung H-Bismarckstraße und Wunstorf, die S-Bahnen Richtung Lehrte und Celle fahren vom Bahnsteig mit Gleis 13 und 14 ab. Zugleich wurden die Einfahrten in den Bahnhof geändert: Im Westen wurde südlich der bestehenden Gleise ein zusätzliches Gleispaar für die S-Bahn angelegt, im Osten nördlich der Strecke nach Lehrte ein zusätzliches Gleis.

### Planung
Die Deutsche Bahn plant umfangreiche Bauarbeiten im Bahnhof in den 2020er Jahren. Es muss vor allem ein aus der Bauzeit stammendes Gewölbe unter den Gleisen 1 bis 9 ersetzt werden, die neueren Gleis- und Bahnsteigbrücken werden saniert. Außerdem werden die Bahnsteige komplett erneuert. Für den Umbau im laufenden Betrieb sollen jeweils zwei Gleise gesperrt werden. Im Jahr 2015 wurde ein Bauzeitraum von 2019 bis 2029 geplant. Im Jahr 2018 wurden der Baubeginn für 2021 geplant und die Kosten der Sanierung auf ca. 160 Millionen Euro geschätzt.
Ab August 2019 haben erste vorbereitende Arbeiten begonnen und drei Hilfsbrücken für die Gleise 1 bis 3 wurden eingesetzt. Im Juli und August 2020 wurden auch in den Gleisen 4 bis 9 Hilfsbrücken eingesetzt.
Ein Ausbau des Knotens Hannover wurde 2016 zunächst nur in den potentiellen Bedarf des Bundesverkehrswegeplans 2030 aufgenommen. Nachdem die Wirtschaftlichkeit des Vorhabens nachgewiesen war, stufte es das Bundesverkehrsministerium im November 2018 in den vordringlichen Bedarf hoch. Teil des Projekts Knoten Hannover ist der Bau zweier weiterer Bahnsteiggleise 15 und 16, außerdem sollten Spurplanverbesserungen geprüft werden. Die Planungen begannen 2020. Im Jahr 2021 wurde für den Bau des neuen Bahnsteig mit Kosten von 92 Millionen Euro gerechnet. Als Fertigstellungstermin ist das Jahr 2032 anvisiert.
Im dritten Gutachterentwurf des Deutschlandtakts ist eine zusätzliche Personenunterführung geplant, um die vorgegebene Mindestübergangszeit von 8 auf 7 Minuten zu verkürzen. Dafür sind, zum Preisstand von 2015, Investitionen von sieben Millionen Euro vorgesehen. Die Planung einer zweiten Querung wurde 2021 mit in das Ausbauprojekt Knoten Hannover aufgenommen.
Im September 2023 schätzte die Deutsche Bahn die Kosten für die bereits laufende Modernisierung des Bahnsteigs der Gleise 1 und 2 und den gesamten, die Errichtung zwei neuer Gleise mit einem neuen Bahnsteig, eines zweiten Bahnsteigzugangs für Reisende und eines Digitalen Stellwerks sowie Änderungen im Gleisvorfeld und eine Neugestaltung des Bahnhofsvorplatzes in Abstimmung mit der Stadt Hannover umfassenden, Ausbau auf insgesamt rund 2 Milliarden Euro. Mit einem Baubeginn für den Ausbau rechnete die Deutsche Bahn in den frühen 2030er Jahren.

## Verbindungen

### Fernverkehr
Hannover Hauptbahnhof ist durch mehrere Intercity-Express- und Intercity-Linien an das Fernverkehrsnetz der Deutschen Bahn angebunden. Die beiden ICE-Linien 20 und 22 ergänzen sich zwischen Hamburg und Frankfurt zu einem Stundentakt. Gleiches gilt für die IC-Linien 55 und 56 zwischen Hannover und Leipzig. Hannover ist Flügelpunkt der ICE-Züge München–Hannover–Hamburg/Bremen. Neben den Taktlinien verbinden einzelne Züge Hannover mit weiteren Städten.
| Linie                     | Linienverlauf | Linienverlauf | Takt (min)               | Fahrzeugmaterial | EVU                                            |
| ------------------------- | --- | --- | ------------------------ | ---------------- | ---------------------------------------------- |
| ICE 10                    | Berlin – Wolfsburg – Hannover – (Minden –) Bielefeld – Hamm – (Alle zwei Stunden Flügelung in Hamm)                                                                                       | Dortmund – Bochum – Duisburg – Düsseldorf | 060                      | ICE 2 / ICE 4    | DB Fernverkehr AG                              |
| ICE 10                    | Berlin – Wolfsburg – Hannover – (Minden –) Bielefeld – Hamm – (Alle zwei Stunden Flügelung in Hamm)                                                                                       | Hagen – Wuppertal – Köln | 120                      | ICE 2 / ICE 4    | DB Fernverkehr AG                              |
| ICE 11                    | Hamburg-Altona – Hannover – Göttingen – Fulda – Frankfurt – Stuttgart – München | Hamburg-Altona – Hannover – Göttingen – Fulda – Frankfurt – Stuttgart – München | einzelne Züge nachts     | ICE 1 / ICE 4    | DB Fernverkehr AG                              |
| ICE 19                    | Berlin – Hannover – Bielefeld – Hagen – Wuppertal – Köln | Berlin – Hannover – Bielefeld – Hagen – Wuppertal – Köln | 120                      | ICE 1 / ICE 4    | DB Fernverkehr AG                              |
| ICE 20                    | Hamburg – Hannover – Göttingen – Frankfurt – Mannheim – Karlsruhe – Freiburg – Basel Bad – Basel SBB                                                                                      | Hamburg – Hannover – Göttingen – Frankfurt – Mannheim – Karlsruhe – Freiburg – Basel Bad – Basel SBB                                                                                      | 120                      | ICE 1 / ICE 4    | DB Fernverkehr AG                              |
| ICE 22                    | Hamburg – Hannover – Göttingen – Frankfurt – Frankfurt Flughafen – Mannheim – Stuttgart                                                                                                   | Hamburg – Hannover – Göttingen – Frankfurt – Frankfurt Flughafen – Mannheim – Stuttgart                                                                                                   | 120                      | ICE 1 / ICE 4    | DB Fernverkehr AG                              |
| ICE 25                    | Hamburg – (/ Bremen –) Hannover – Göttingen – Fulda – Würzburg – Nürnberg – Ingolstadt – München                                                                                          | Hamburg – (/ Bremen –) Hannover – Göttingen – Fulda – Würzburg – Nürnberg – Ingolstadt – München                                                                                          | 060 (120)                | ICE 1 / ICE 4    | DB Fernverkehr AG                              |
| ICE 26                    | Stralsund – Rostock – Hamburg – Hannover – Göttingen – Kassel-Wilhelmshöhe – Marburg – Frankfurt – Heidelberg – Karlsruhe                                                                 | Stralsund – Rostock – Hamburg – Hannover – Göttingen – Kassel-Wilhelmshöhe – Marburg – Frankfurt – Heidelberg – Karlsruhe                                                                 | 120                      | ICE T            | DB Fernverkehr AG                              |
| ICE 43                    | Hannover – Bielefeld – Dortmund – Wuppertal – Köln – Frankfurt Flughafen – Mannheim – Karlsruhe – Freiburg – Basel SBB                                                                    | Hannover – Bielefeld – Dortmund – Wuppertal – Köln – Frankfurt Flughafen – Mannheim – Karlsruhe – Freiburg – Basel SBB                                                                    | einzelne Züge            | ICE 1 / ICE 4    | DB Fernverkehr AG                              |
| IC 26                     | Hamburg – Hannover – Kassel – Würzburg – Augsburg – München Ost – Freilassing – Berchtesgaden                                                                                             | Hamburg – Hannover – Kassel – Würzburg – Augsburg – München Ost – Freilassing – Berchtesgaden                                                                                             | Ein Zugpaar              | IC 1             | DB Fernverkehr AG                              |
| IC 32                     | Berlin – Wolfsburg – Hannover – Münster – Recklinghausen – Düsseldorf – Köln – Koblenz – Mannheim – Stuttgart – Ulm                                                                       | Berlin – Wolfsburg – Hannover – Münster – Recklinghausen – Düsseldorf – Köln – Koblenz – Mannheim – Stuttgart – Ulm                                                                       | einzelne Züge            |                  | DB Fernverkehr AG                              |
| IC 55                     | Dresden – Riesa – Leipzig – Halle – Magdeburg – Braunschweig – Hannover – Bielefeld – Hamm – Dortmund – Wuppertal – Köln – Bonn – Mainz – Mannheim – Heidelberg – Stuttgart (– Offenburg) | Dresden – Riesa – Leipzig – Halle – Magdeburg – Braunschweig – Hannover – Bielefeld – Hamm – Dortmund – Wuppertal – Köln – Bonn – Mainz – Mannheim – Heidelberg – Stuttgart (– Offenburg) | 120                      | IC 2             | DB Fernverkehr AG                              |
| IC 56                     | Norddeich Mole – Emden – Leer – Oldenburg – Bremen – Hannover – Braunschweig – Magdeburg – Halle – Leipzig                                                                                | Norddeich Mole – Emden – Leer – Oldenburg – Bremen – Hannover – Braunschweig – Magdeburg – Halle – Leipzig                                                                                | 120                      | IC 2             | DB Fernverkehr AG                              |
| IC 77                     | Berlin – Hannover – Osnabrück – Hengelo – Amersfoort – Amsterdam | Berlin – Hannover – Osnabrück – Hengelo – Amersfoort – Amsterdam | 120                      | IC 1             | DB Fernverkehr AG                              |
| FLX 15                    | Stuttgart – Heidelberg – Frankfurt (Main) Süd – Fulda – Kassel-Wilhelmshöhe – Göttingen – Hannover – Lüneburg – Hamburg                                                                   | Stuttgart – Heidelberg – Frankfurt (Main) Süd – Fulda – Kassel-Wilhelmshöhe – Göttingen – Hannover – Lüneburg – Hamburg                                                                   | 4 Zugpaare/Woche         | Lok + Wagen      | SVG                                            |
| FLX 30                    | Berlin Südkreuz – Berlin – Berlin-Spandau – Wolfsburg – Hannover – Bielefeld – Dortmund – Essen – Duisburg – Düsseldorf – Köln                                                            | Berlin Südkreuz – Berlin – Berlin-Spandau – Wolfsburg – Hannover – Bielefeld – Dortmund – Essen – Duisburg – Düsseldorf – Köln                                                            | 1 bis 2 Zugpaare pro Tag | Lok + Wagen      | Flixtrain GmbH                                 |
| NJ 470/471                | Hamburg – Bremen – Hannover – Frankfurt – Karlsruhe – Basel – Zürich | Hamburg – Bremen – Hannover – Frankfurt – Karlsruhe – Basel – Zürich |                          | Lok + Wagen      | DB Fernverkehr AG, ÖBB-Personenverkehr AG, SBB |
| NJ 491/420 NJ 40491/40420 | Hamburg – Hannover – Nürnberg – | Passau – Wels – Linz – Amstetten – St. Pölten – Wien | täglich ein Zugpaar      | Lok + Wagen      | ÖBB-Personenverkehr                            |
| NJ 491/420 NJ 40491/40420 | Hamburg – Hannover – Nürnberg – | Augsburg – Kufstein – Wörgl – Innsbruck | täglich ein Zugpaar      | Lok + Wagen      | ÖBB-Personenverkehr                            |

Im Fahrplanjahr 2016/2017 verkehrte zusätzlich der private Anbieter Locomore zwischen Berlin und Stuttgart über Hannover Hauptbahnhof. Seit dem Fahrplanwechsel im Dezember 2017 hielt dieser Zug ersatzweise in Lehrte (bis 2018) und Hannover Messe/Laatzen, ab April 2018 unter der Marke Flixtrain (Linienkürzel im Jahr 2019: FLX 10). Seit Dezember 2019 bedient diese Linie nicht mehr Hannover.

### Regionalverkehr
Über den Hauptbahnhof verkehren mehrere Linien von DB Regio, erixx, metronom, enno, Regionalverkehre Start Deutschland und der Westfalenbahn, die im Bereich des Großraum-Verkehrs Hannover (GVH) bis zum 13. Dezember 2014 als Linien R 1 bis R 11 bezeichnet wurden. Diese Linienbezeichnungen waren nur in den Fahrplänen und Netzplänen des GVH enthalten, an den Zügen und auf den Bahnsteigen wurden sie nicht verwendet. Seit dem 14. Dezember 2014 findet das neue landesweite Nummernsystem Verwendung.
| Linie                    | Linienverlauf | Takt                                                                                             | EVU                       | Fahrzeuge                                  |
| ------------------------ | --- | ------------------------------------------------------------------------------------------------ | ------------------------- | ------------------------------------------ |
| RE1                      | Norddeich Mole – Norddeich – Norden – Marienhafe – Emden – Leer (Ostfr) – Augustfehn – Westerstede-Ocholt – Bad Zwischenahn – Oldenburg – Hude – Delmenhorst – Bremen – Bremen Sebaldsbrück – Bremen Mahndorf – Achim – Baden (Kr Verden) – Etelsen – Langwedel – Verden – Dörverden – Eystrup – Nienburg – Neustadt am Rübenberge – Wunstorf – Hannover                                                                | 120 min (einzelne HVZ-Verstärker von/bis Bremen) (mit RE 8 Stundentakt bis Bremen)               | DB Regio Nord             | BR 146.1/.2 + 7 Doppelstockwagen (Dosto97) |
| RE 2                     | (Uelzen – Celle – Langenhagen –) Hannover Hbf – Sarstedt – Kreiensen – Northeim – Göttingen | 120 min (Uelzen–Hannover) 60 min (Hannover–Göttingen)                                            | Metronom                  | BR 146.1/.2 + 6 Doppelstockwagen (Dosto03) |
| RE3                      | Hamburg Hauptbahnhof – Hamburg-Harburg – Winsen – Lüneburg – Bienenbüttel – Bad Bevensen – Uelzen – Suderburg – Unterlüß – Eschede – Celle – Großburgwedel – Isernhagen – Langenhagen Mitte – Hannover | 120 min (mit RE 2 Stundentakt zwischen Hannover und Uelzen)                                      | Metronom                  | BR 146.1/.2 + 7 Doppelstockwagen (Dosto03) |
| RE 8                     | Bremerhaven-Lehe – Bremerhaven – Bremen – Verden – Nienburg – Neustadt am Rübenberge – Hannover Hbf | 120 min (einzelne HVZ-Verstärker von/bis Bremen und Oldenburg) (mit RE 1 Stundentakt bis Bremen) | DB Regio Nord             | BR 146.1/.2 + 6 Doppelstockwagen (Dosto97) |
| RE 10                    | Hannover Hbf – Sarstedt – Hildesheim – Salzgitter-Ringelheim – Goslar – Bad Harzburg | 60 min                                                                                           | erixx                     | Alstom Coradia LINT 54 (BR 622)            |
| RE 30                    | Wolfsburg – Gifhorn – Lehrte – Hannover Hbf | 60 min                                                                                           | Enno (Metronom)           | Alstom Coradia Continental (BR 1440)       |
| RE 60                    | Ems-Leine-Express: Rheine – Hörstel – Ibbenbüren-Esch – Ibbenbüren – Ibbenbüren-Laggenbeck – Osnabrück Altstadt – Osnabrück Hbf – Melle – Bünde (Westf) – Kirchlengern – Löhne (Westf) – Bad Oeynhausen – Porta Westfalica – Minden (Westf) – Bückeburg – Stadthagen – Haste (Han) – Wunstorf – Hannover Hbf – Lehrte – Hämelerwald – Vöhrum – Peine – Vechelde – Braunschweig Hbf Stand: Fahrplanwechsel Dezember 2021 | 120 min                                                                                          | WestfalenBahn             | Stadler KISS                               |
| RE 70                    | Weser-Leine-Express: Bielefeld Hbf – Herford – Löhne (Westf) – Bad Oeynhausen – Porta Westfalica – Minden (West) – Bückeburg – (Kirchhorsten –)* Stadthagen – (Lindhorst (Schaumb-Lippe) –)* Haste – Wunstorf – Hannover Hbf – Lehrte – Hämelerwald – Vöhrum – Peine – Vechelde – Braunschweig Hbf * nur einzelne Züge im Berufsverkehr Stand: Fahrplanwechsel Dezember 2021                                            | 120 min (Bielefeld–Braunschweig) 60 min (zusätzlich Hannover–Braunschweig)                       | WestfalenBahn             | Stadler KISS                               |
| RB 38                    | Hannover Hbf – Langenhagen – Schwarmstedt – Walsrode – Soltau – Schneverdingen – Buchholz i.d.N. (– Hamburg-Harburg) | 60 min (bis Hamburg-Harburg nur am Wochenende)                                                   | Start Niedersachsen Mitte | Alstom Coradia LINT 41 (BR 648)            |
| Stand: 10. Dezember 2023 | |                                                                                                  |                           |                                            |

### S-Bahn
Das S-Bahn-Netz besteht seit dem 14. Dezember 2008 aus sieben regelmäßig fahrenden Linien, die die Region Hannover und umliegende Landkreise erschließen und meistens an jedem Haltepunkt halten. Die Linien verkehren im Stundentakt, auf Teilstrecken zweier Linien im Halbstundentakt. Durch Überlagerung mehrerer Linien auf bestimmten Streckenabschnitten entsteht auf diesen Abschnitten ebenfalls ein Halbstundentakt. Mit dem Fahrplanwechsel am 15. Dezember 2013 wurden zwei zusätzliche Sprinterlinien eingeführt, die Montag bis Freitag zur Hauptverkehrszeit auf zwei Strecken die stark belasteten Linien S 1, S 2 und S 5 ergänzen. Seit dem 12. Juni 2022 werden alle Linien durch Transdev Hannover betrieben, welche hier Fahrzeuge des Typs Stadler Flirt 3 XL sowie der Baureihe 425 einsetzt.
| Linie | Linienverlauf | Takt | Bemerkungen                                                                  |
| ----- | --- | --- | ---------------------------------------------------------------------------- |
| S 1   | Minden (Westf) – Bückeburg – Kirchhorsten – Stadthagen – Lindhorst (Schaumb-Lippe) – Haste (Han) – Wunstorf – Dedensen-Gümmer – Seelze – Letter – Hannover-Leinhausen – Hannover-Nordstadt – Hannover Hbf – Hannover Bismarckstraße – Hannover-Linden/Fischerhof – Hannover-Bornum – Empelde – Ronnenberg – Weetzen – Lemmie – Wennigsen (Deister) – Egestorf (Deister) – Kirchdorf (Deister) – Barsinghausen – Winninghausen – Bantorf – Bad Nenndorf – Haste (Han) Stand: Fahrplanwechsel Juni 2022 | 60 min | mit S 2 Halbstundentakt Wunstorf–Haste                                       |
| S 2   | Nienburg (Weser) – Linsburg – Hagen (Han) – Eilvese – Neustadt am Rübenberge – Poggenhagen – Wunstorf – Dedensen-Gümmer – Seelze – Letter – Hannover-Leinhausen – Hannover-Nordstadt – Hannover Hbf – Hannover Bismarckstraße – Hannover-Linden/Fischerhof – Hannover-Bornum – Empelde – Ronnenberg – Weetzen – Lemmie – Wennigsen (Deister) – Egestorf (Deister) – Kirchdorf (Deister) – Barsinghausen – Winninghausen – Bantorf – Bad Nenndorf – Haste (Han) Stand: Fahrplanwechsel Juni 2022       | 60 min | mit S 1 Halbstundentakt Wunstorf–Haste                                       |
| S 21  | Expresslinie: Hannover Hbf – Hannover Bismarckstraße – Hannover-Linden/Fischerhof – Empelde – Weetzen – Wennigsen (Deister) – Barsinghausen Stand: Fahrplanwechsel Juni 2022 | 60 min (nur HVZ)                                                                                            | HVZ-Sprinterlinie (hält nur an einzelnen Stationen)                          |
| S 3   | Hildesheim – Harsum – Algermissen – Sehnde – Lehrte – Ahlten – Hannover-Anderten-Misburg – Hannover Karl-Wiechert-Allee – Hannover-Kleefeld – Hannover Hbf Stand: Fahrplanwechsel Dezember 2021 | 60 min (zur HVZ zus. Züge Hildesheim–Lehrte)                                                                | mit S 7 Halbstundentakt Hannover–Lehrte                                      |
| S 4   | Hildesheim – Emmerke – Barnten – Sarstedt – Rethen (Leine) – Hannover Messe/Laatzen – Hannover Bismarckstraße – Hannover Hbf – Hannover-Nordstadt – Hannover-Ledeburg – Hannover-Vinnhorst – Langenhagen Mitte – Langenhagen Pferdemarkt – Langenhagen-Kaltenweide – Bissendorf – Mellendorf – Bennemühlen Stand: Fahrplanwechsel Juni 2022 | 60 min 30 min (Hannover Hbf–Bennemühlen werktags)                                                           | Halbstundentakt Hannover–Bennemühlen                                         |
| S 5   | Paderborn Hbf – Altenbeken – Steinheim (Westf) – Schieder – Lügde – Bad Pyrmont – Emmerthal – Hameln – Bad Münder (Deister) – Springe – Völksen/Eldagsen – Bennigsen – Holtensen/Linderte – Weetzen – Hannover-Linden/Fischerhof – Hannover Bismarckstraße – Hannover Hbf – Hannover-Nordstadt – Hannover-Ledeburg – Hannover-Vinnhorst – Langenhagen Mitte – Langenhagen Pferdemarkt – Hannover Flughafen Stand: Fahrplanwechsel Juni 2022                                                           | 60 min 30/60 min (Bad Pyrmont–Hameln) 30 min (Hameln–Hannover Hbf werktags) 30 min (Hannover Hbf–Flughafen) | ohne Halt in Ronnenberg, Empelde, H-Bornum                                   |
| S 51  | Expresslinie: Hameln – Springe – Hannover-Linden/Fischerhof – Hannover Bismarckstraße – Hannover Hbf – Seelze Stand: Fahrplanwechsel Juni 2022 | 60 min (nur HVZ)                                                                                            | HVZ-Sprinterlinie (hält nur an einzelnen Stationen)                          |
| S 6   | Celle – Ehlershausen – Otze – Burgdorf (Han) – Aligse – Hannover Karl-Wiechert-Allee – Hannover Hbf Stand: Fahrplanwechsel Dezember 2021 | 60 min | ohne Halt in H-Kleefeld, H-Anderten/Misburg, Ahlten                          |
| S 7   | Celle – Ehlershausen – Otze – Burgdorf (Han) – Aligse – Lehrte – Ahlten – Hannover-Anderten-Misburg – Hannover Karl-Wiechert-Allee – Hannover-Kleefeld – Hannover Hbf Stand: Fahrplanwechsel Dezember 2021 | 60 min | mit S 3 Halbstundentakt Hannover–Lehrte mit S 6 Halbstundentakt Aligse–Celle |
| S 8   | Sonderlinie: Hannover Flughafen – Langenhagen Mitte – Hannover-Nordstadt – Hannover Hbf – Hannover Bismarckstraße – Hannover Messe/Laatzen Stand: Fahrplanwechsel Juni 2022 | 30/60 min                                                                                                   | Messelinie                                                                   |

Neben dem Hauptbahnhof verfügt Hannover über weitere zehn S-Bahn-Stationen, an diesen halten ausschließlich S-Bahnen.

Verschiedene Züge in Hannover Hauptbahnhof
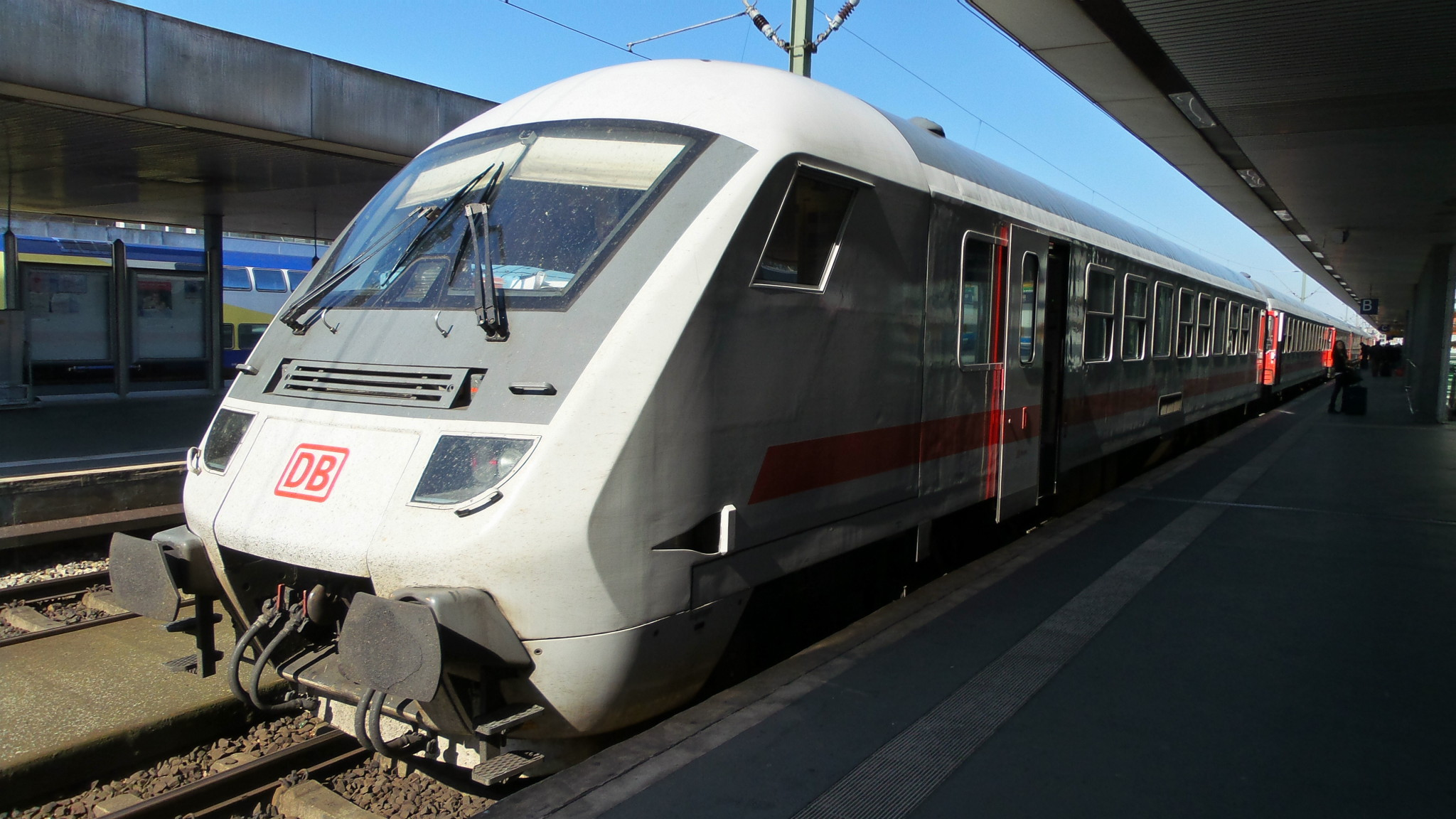
Ein IC aus Leipzig nach Norddeich Mole
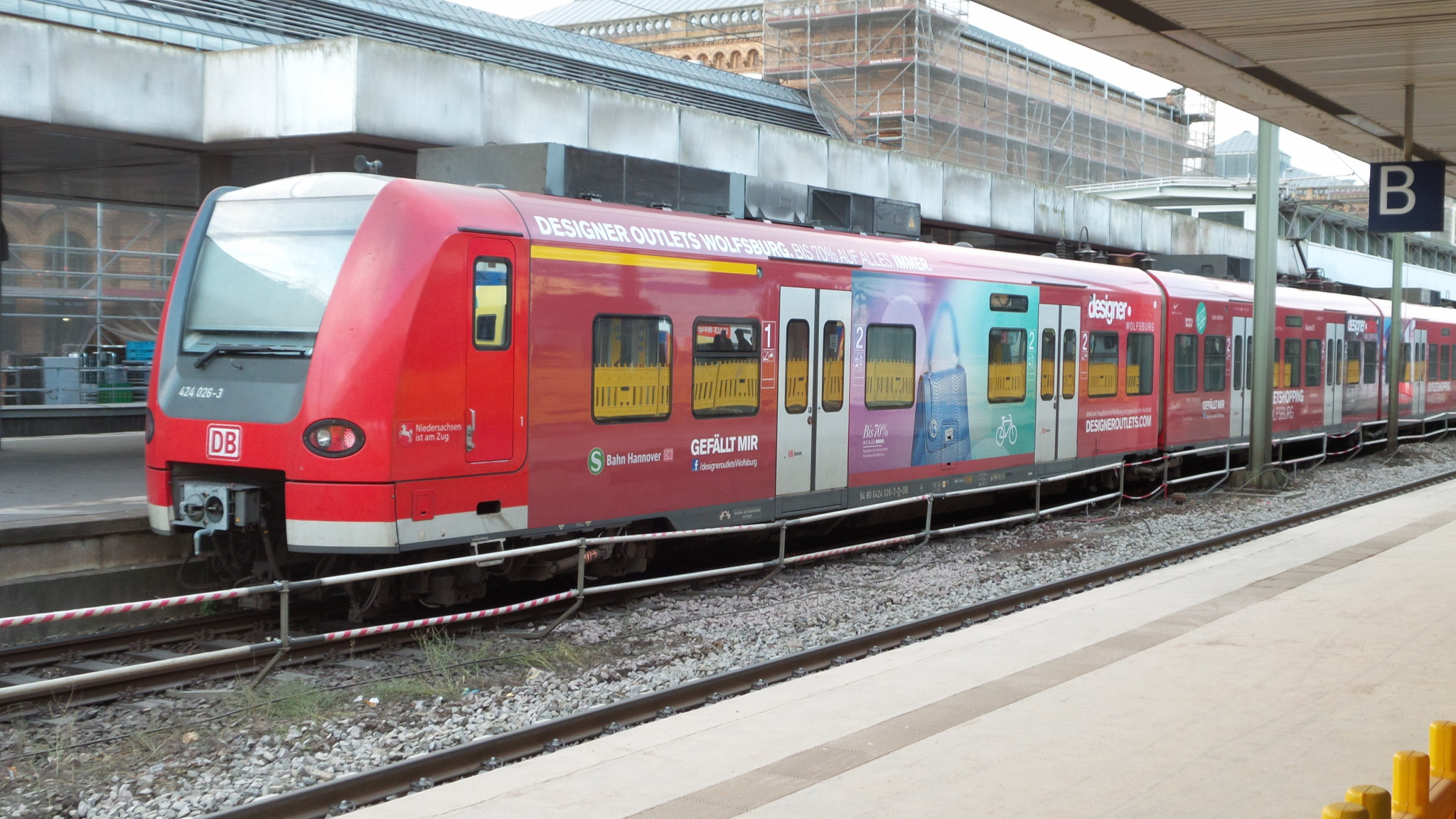
DB 424 026 der S-Bahn Hannover als S5 nach Hannover Flughafen
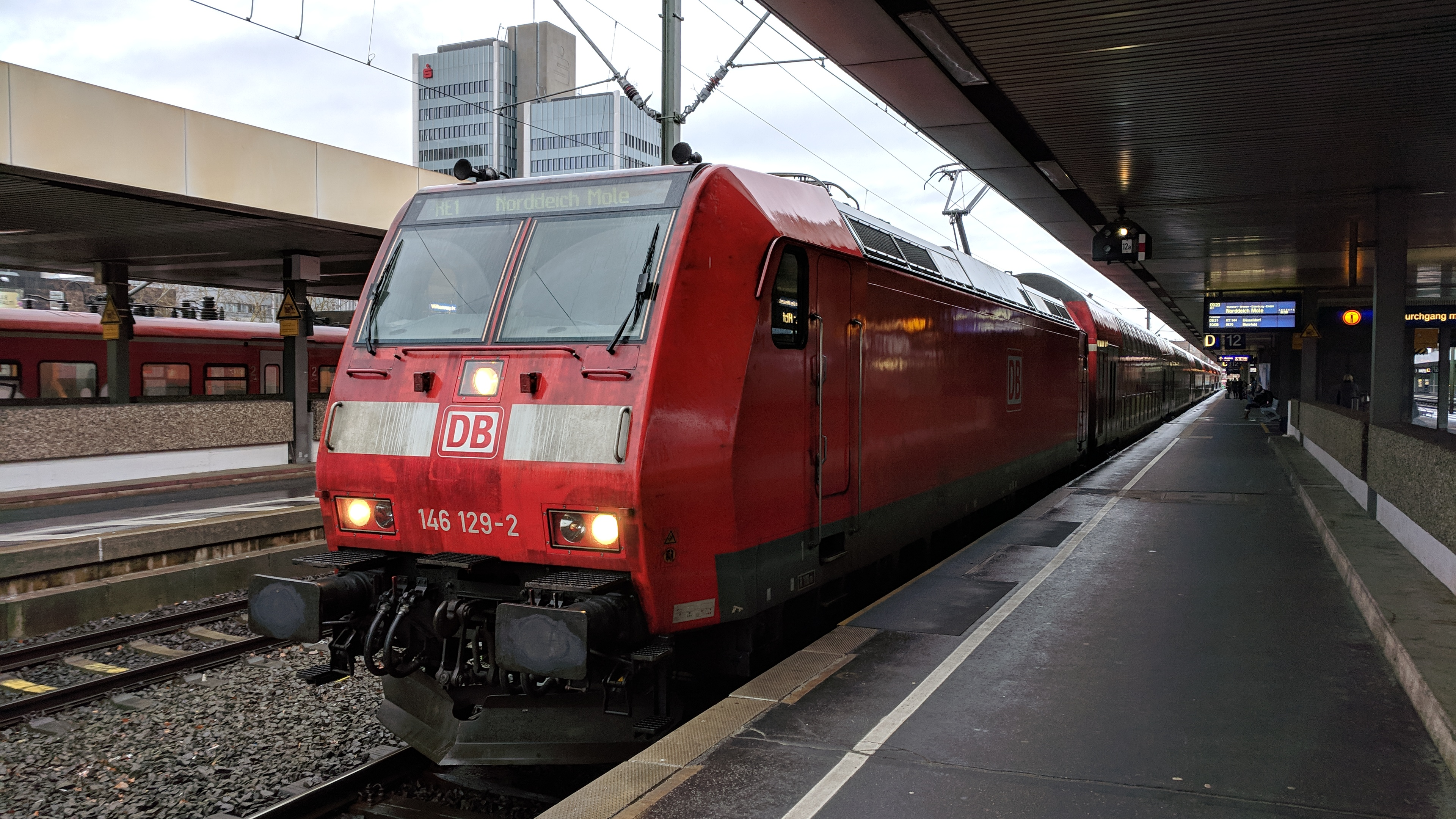
DB 146 129 als RE1 nach Norddeich Mole
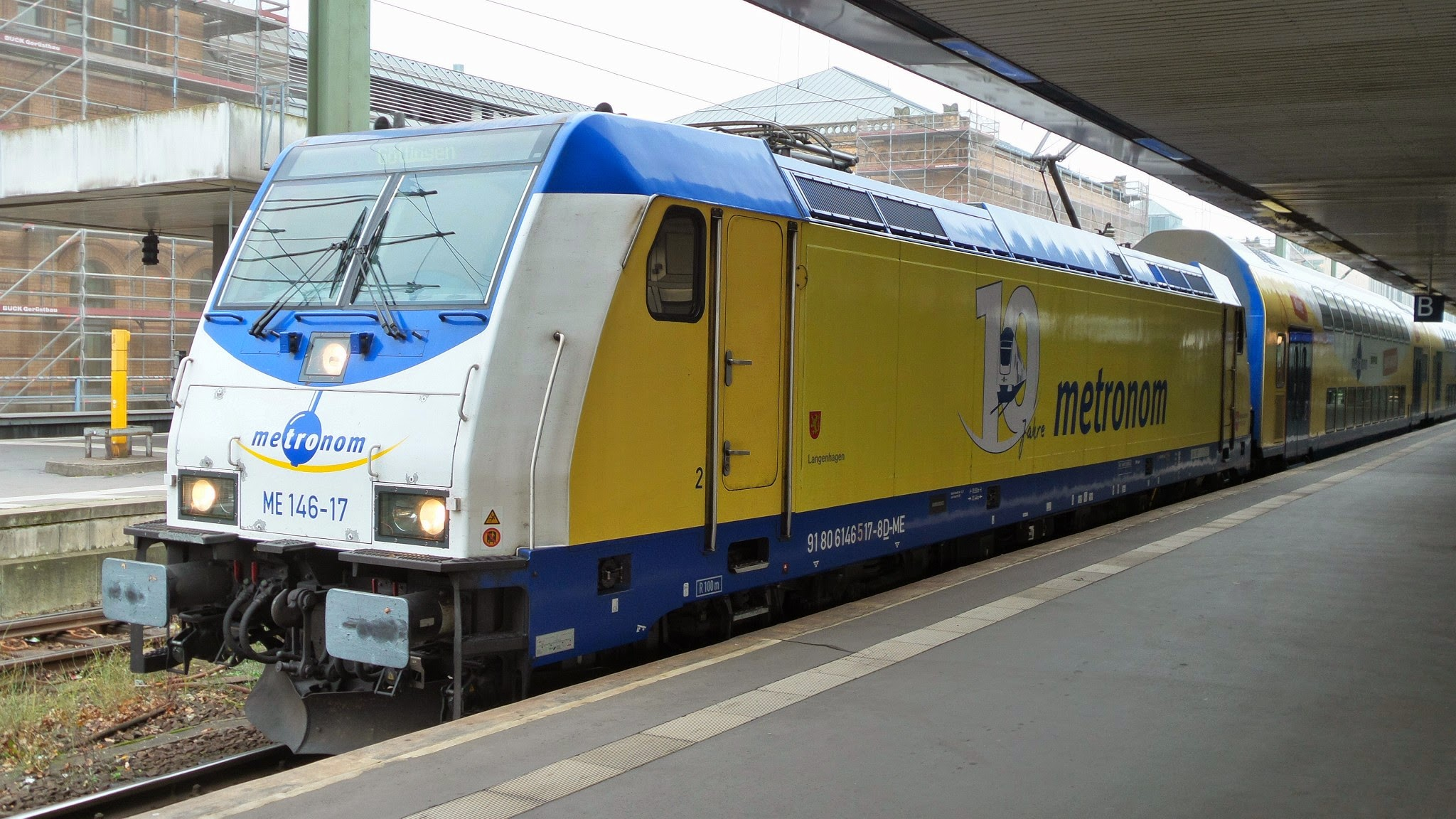
ME 146 17 als RE2 nach Göttingen
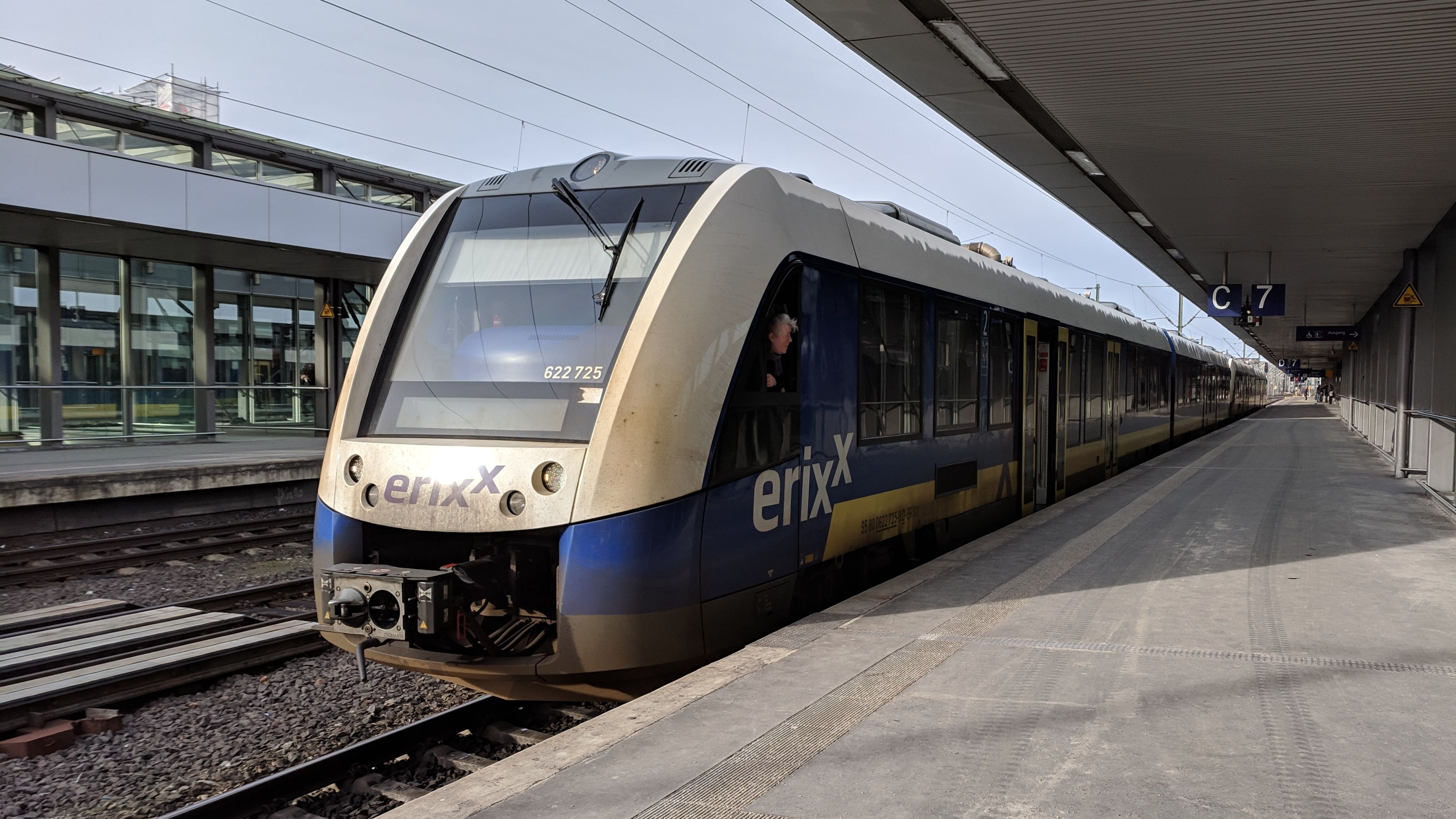
Erixx 622 725 als RE10 nach Bad Harzburg
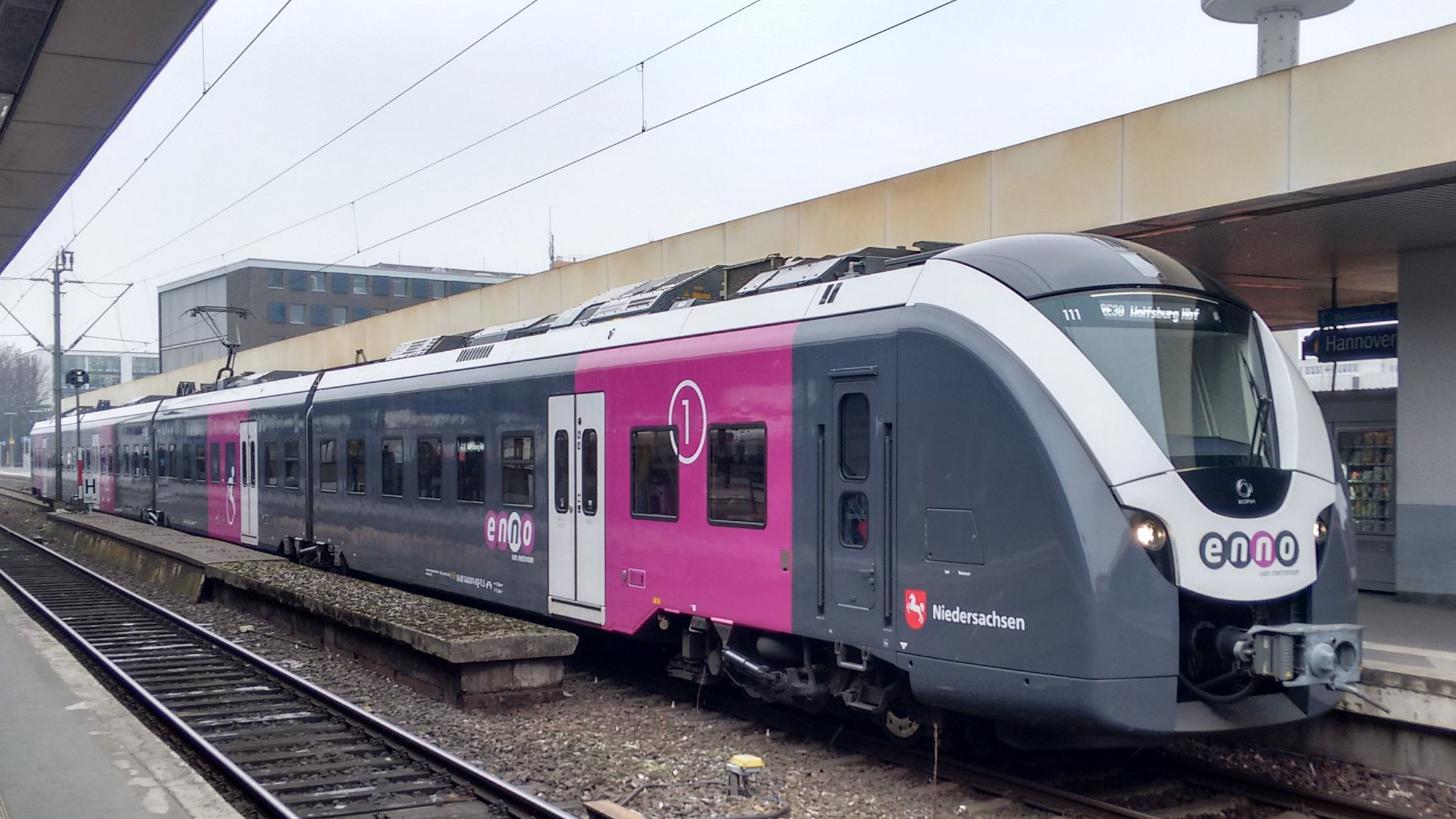
Enno 1440 111 als RE30 nach Wolfsburg Hbf
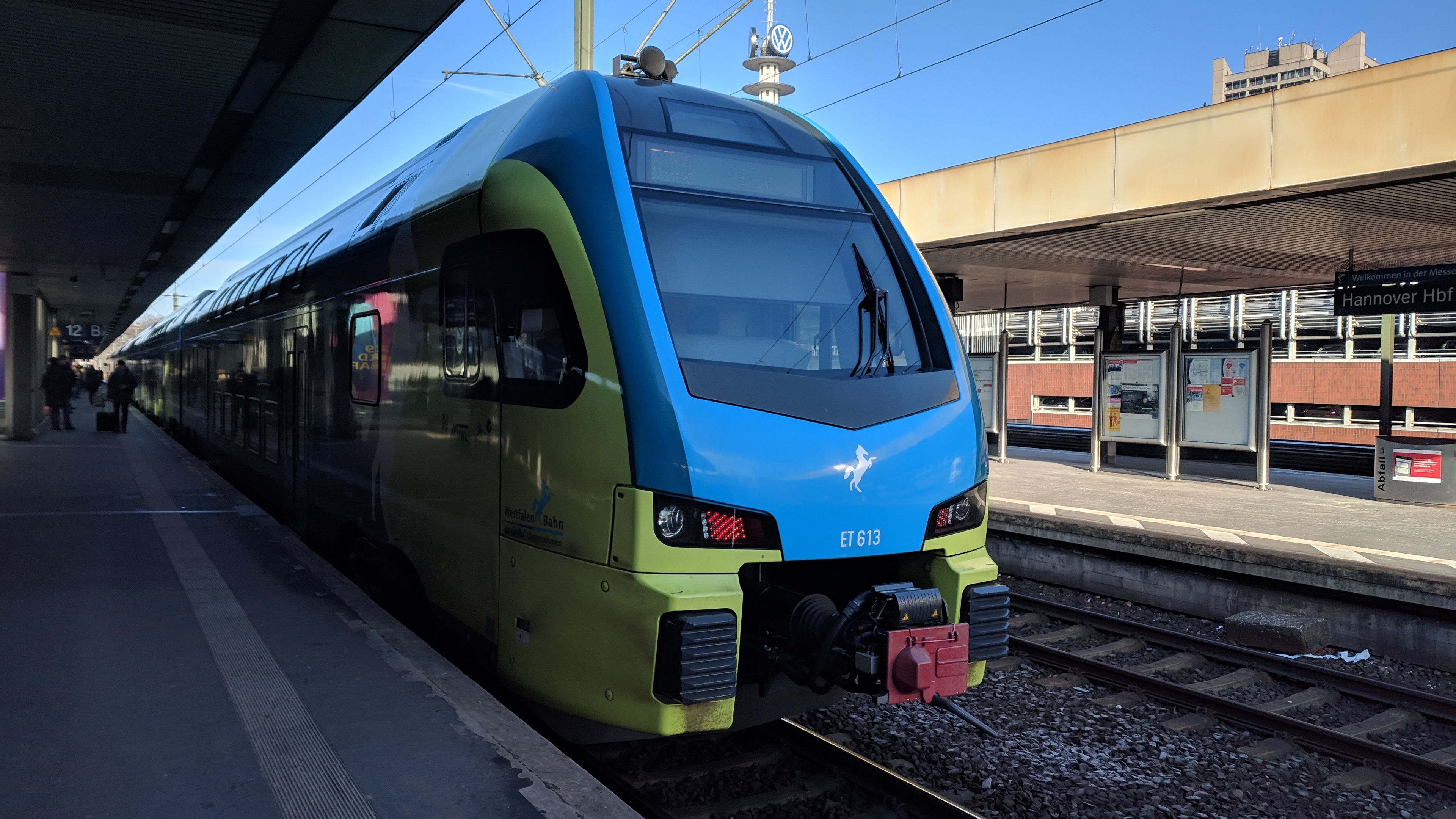
Westfalenbahn ET613 als RE70 nach Braunschweig Hbf

## U-Bahn-Station

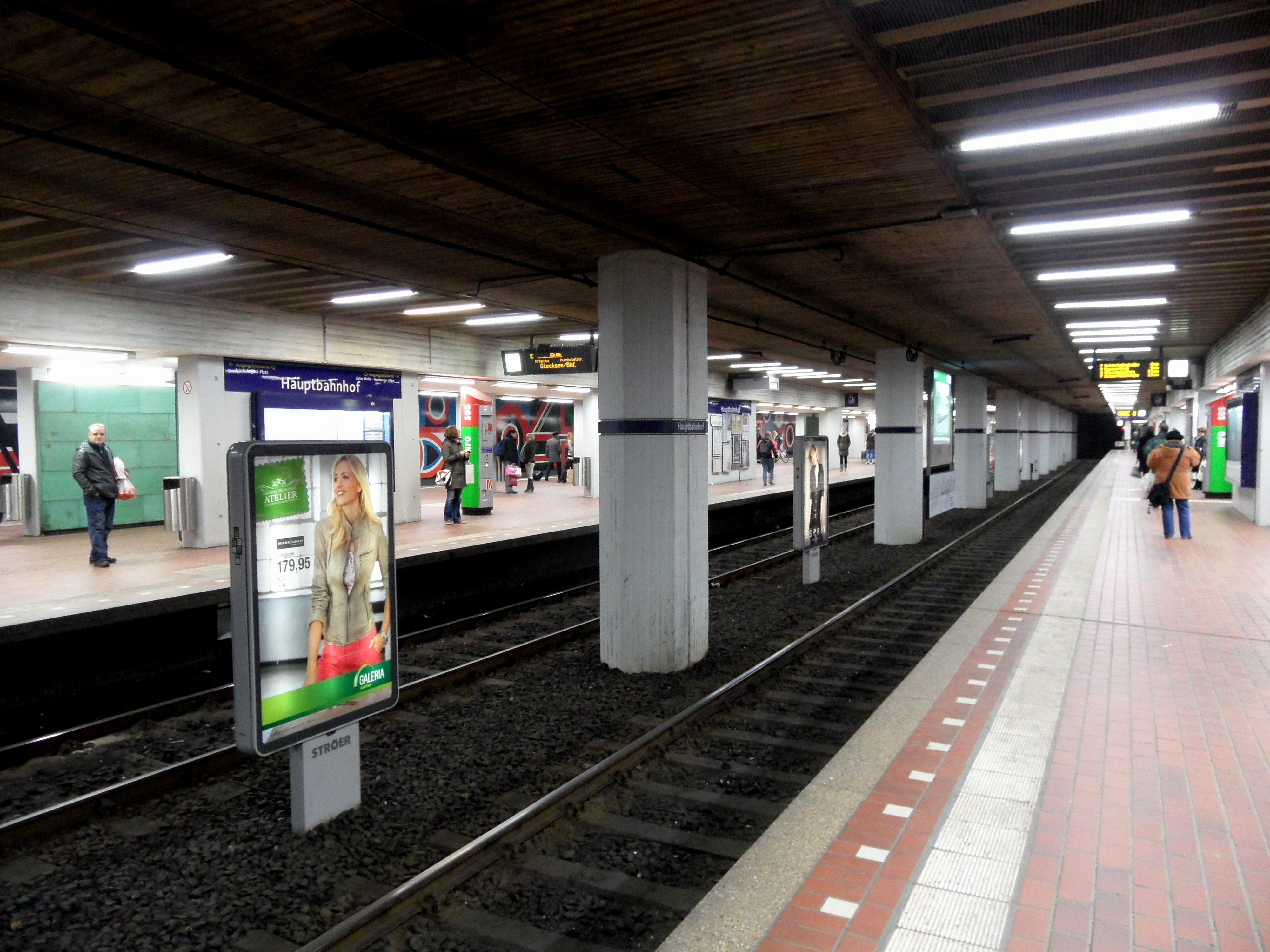
U-Bahn-Station Hauptbahnhof

Nordöstlich des Bahnhofs befindet sich seit 1975 die U-Bahn-Station Hauptbahnhof der Stadtbahn mit zwei Richtungsbahnsteigen und vier Gleisen für die A- und B-Strecke. Sie wird im Richtungsbetrieb befahren. Hier verkehren die Linien 1, 2, 3, 7, 8, 9, 12 (nur Nachtfahrten) und 13. Nördlich der Station liegt eine zweigleisige Kehranlage, in der fahrplanmäßig die hier endenden Linien 8 und 9 und die Nachtfahrten der Linie 12 und die Verstärkungszüge wenden. Es bestehen darüber hinaus Gleisverbindungen zum Wechseln zwischen den beiden Strecken, was im Regelbetrieb seit 1995 jedoch nicht mehr praktiziert wird.
Beim Bau des Stadtbahntunnels für die A- und B-Strecke bestand die Planung, eine weitere Tunnelstrecke zu bauen. Daher wurde beim Bau der U-Bahn-Station Hauptbahnhof unter der in Betrieb befindlichen Station für die A- und B-Strecke als Bauvorleistung im Rohbau eine Station für die damals mit Tunnel geplante D-Strecke errichtet.

## Innerstädtische Verkehrsanbindung
Nördlich des Hauptbahnhofs am Raschplatz enden am ZOB Hannover neben Fern- und Reisebussen die sprintH genannten Linien 300, 500, 700, 900 (welche Metrobuslinien entsprechen, die Linien 400, 600 & 800 des GVH werden ebenso bezeichnet) und die Stadtbahnlinien 10 und 17. Auch die Üstra-Buslinie 121 hält hier sowie die Regiobus Linie 170.
| Linie | Verlauf | Grundtakt                                                                                 |
| ----- | --- | ----------------------------------------------------------------------------------------- |
| 10    | Ahlem – Brunnenstraße – Leinaustraße – Am Küchengarten – Glocksee – Goetheplatz – Steintor – Hauptbahnhof/ZOB                         | 7/8 min (mo–fr) 10 min (sa–so)                                                            |
| 17    | Wallensteinstraße – Bahnhof Linden/Fischerhof – Allerweg – Schwarzer Bär – Humboldtstraße – Goetheplatz – Steintor – Hauptbahnhof/ZOB | 20 min (wochentags tagsüber) 20 min (samstags tagsüber) 30 min (sonn-/feiertags tagsüber) |

An der Haltestelle Hauptbahnhof/Rosenstraße in der Kurt-Schumacher-Straße westlich des Hauptbahnhofs halten die Stadtbahnlinien 10 und 17, die Linien 300, 500, 700 und die Buslinien 128, 134 und 170.
An der Haltestelle Hauptbahnhof/Ernst-August-Platz südlich des Hauptbahnhofs halten die Buslinien 121, 128, 134 und 900.
In der Unterführung der Fernroder Straße befindet sich eine Fahrradstation. Hier kann man Fahrräder unterstellen, ausleihen und reparieren lassen. Eine weitere Fahrradstation wurde am Parkhaus am Raschplatz errichtet.
Am Raschplatz grenzt an den Hauptbahnhof ein Parkhaus mit 1.000 Plätzen. Weitere vier Parkhäuser und eine Tiefgarage befinden sich in unmittelbarer Umgebung. In der Tiefgarage befindet sich eine Carsharing-Station.
Auf dem Ernst-August-Platz bestehen zwei Taxi-Halteplätze, ein weiterer befindet sich am Nordausgang am Raschplatz.

## Sonstiges

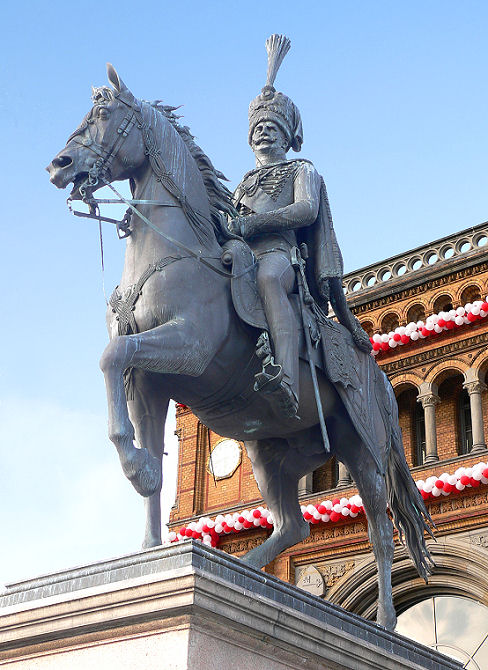
Reiterstandbild von Ernst August I.

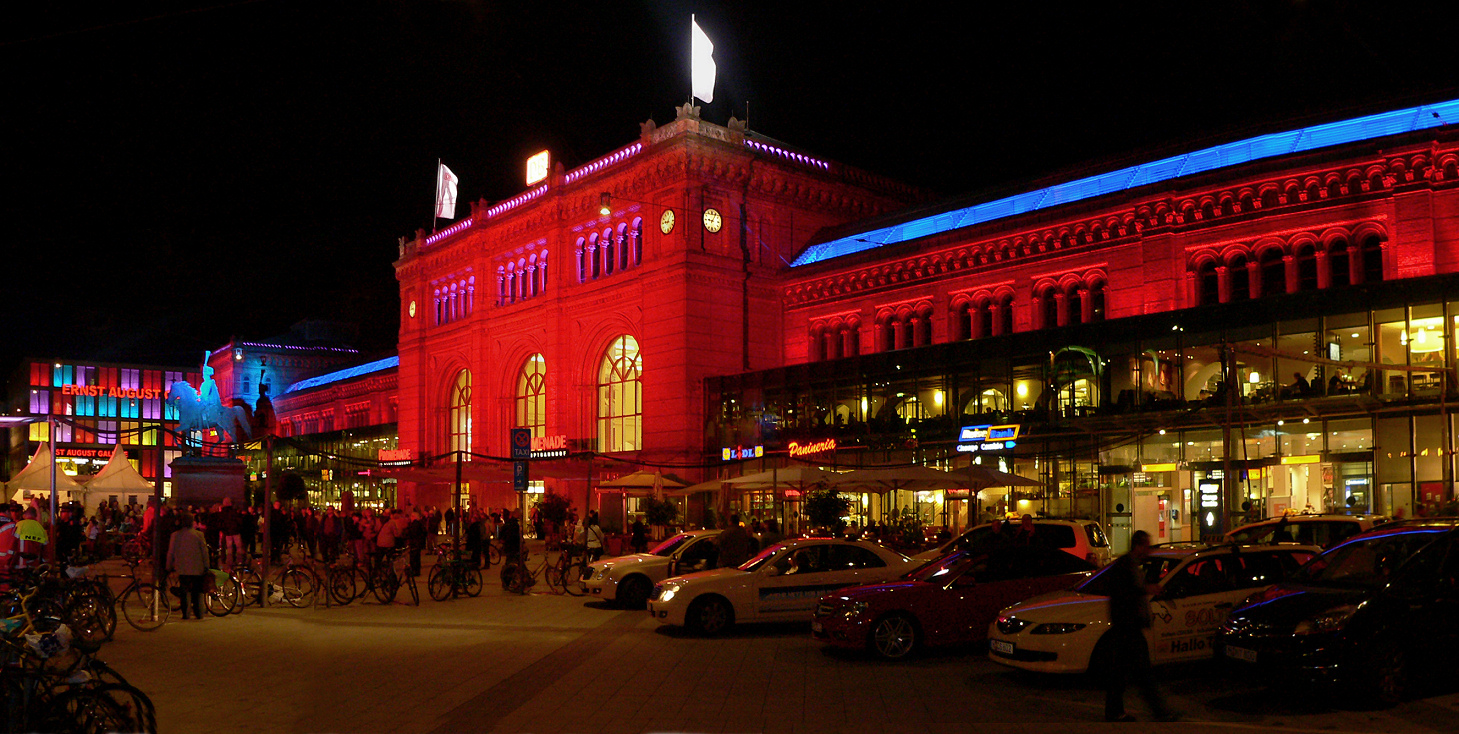
Lichtshow zum 10-jährigen Jubiläum des Umbaus 2010

Während einzelner besonders publikumsstarker Veranstaltungen wie der Hannover Messe und Agritechnica ist Hannover Messe/Laatzen ein weiterer Fernverkehrsbahnhof in Hannover. Ihn bedienen dann sowohl Planzüge mit zusätzlichem Halt als auch Sonderzüge diverser EVU.
Die Allianz pro Schiene vergab 2004 erstmals die Auszeichnung „Bahnhof des Jahres“. Preisträger in der Kategorie bester Großstadtbahnhof war der hannoversche Hauptbahnhof, der in einer der Auszeichnung zugrunde liegenden, bundesweit durchgeführten Befragung von 25.000 Menschen die Note „sehr gut“ erhielt.
Über dem Reisezentrum gibt es eine DB Lounge für Reisende erster Klasse und bahn.comfort-Kunden.
Ein beliebter Treffpunkt in Hannover ist „Unterm Schwanz“. Gemeint ist der Schweif des Pferdes des Ernst-August-Denkmales auf dem Ernst-August-Platz vor dem Bahnhof.
1967 malte Gerhard Richter den Bahnhof nach einer Postkarte. Er schuf außerdem eine Jahresgabe in Form einer Offset-Lithografie für den Kunstverein Hannover. Das Bild ist in Grau gehalten und zeichnet sich durch die für Richter in den 1960er Jahren typische verwischte realistische Pinselführung aus.
Im Zuge der Expo 2000 wurde der Musikgully eingerichtet. Mit wechselnden Playlists beschallt dieser die Umgebung und führt nicht selten insbesondere unter ortsfremden Personen zu Verwunderung und Belustigung.
Neben der DB Information befindet sich ein Bahnhofslageplan für Sehbehinderte.